# Герхард, Ян
Ян Герхард (пол. Jan Gerhard, при рождении Виктор Лев Бардах, пол. Wiktor Lew Bardach, псевдоним «Жерар» пол. Gerard; 17 января 1921 года, Львов — 20 августа 1971 года, Варшава) — польский и французский офицер, прозаик и публицист.
Участник Второй мировой войны во Французском Движении Сопротивления и польских вооруженных силах. в 1965—1971 годах главный редактор еженедельника Forum. Депутат Сейма ПНР 5-го созыва от ПОРП.

## Биография
Родился во Львове в еврейской семье. Окончил III государственный лицей и гимназию им. короля Стефана Батория, был членом правой сионистской молодёжной организации «Бейтар».

### Вторая мировая война
После начала Второй мировой войны покинул Польшу и в 1940 году вступил в создаваемые во Франции польские вооруженные силы. В ходе боевых действий был ранен и попал в плен, где выдавал себя за француза. После освобождения жил в Монпелье, начал получать высшее образование и участвовать в деятельности подполья. В 1941 году вступил во Французскую коммунистическую партию, с 1942 года — в партизанской организации FTP-MOI («Иммигрантская рабочая сила Французских франтирёров и партизан», фр. Francs-tireurs et partisans – main-d'œuvre immigrée, FTP-MOI). В тот период начал пользоваться псевдонимом «Ян Герхард».
Был откомандирован в Тулузу, где участвовал в покушениях и диверсии. В марте 1943 года по собственной инициативе совершил неудачный теракт в кинотеатре Varietes, где шел немецкий фильм «Еврей Зюсс». Впоследствии был назначен командиром округов «Север» и «Па-де-Кале» FTP-MOI и после объединения подпольных организаций в единое движение — Французские внутренние силы — получил звание майора.
После освобождения Франции стал одним из организаторов польских подразделений в рядах Французской освободительной армии, действующих независимо от Польских вооруженных сил. В январе 1945 года принял командование 29 польской пехотной группой 1-й французской армии, которая участвовала в боях на территории Германии.

### Послевоенный период
После окончания войны вместе со своим подразделением вернулся в Польшу. В 1945—1952 годах служил в народном Войске польском в должности заместителя командира, а затем командира 34-го пехотного полка. В этом качестве 28 марта 1947 года участвовал в инспекции войск в юго-восточной Польше, во время которой был убит генерал Кароль Сверчевский. В дальнейшем занимался борьбой с Украинской повстанческой армией и выполнением операции «Висла».
29 сентября 1952 года был арестован Главным управлением информации Войска Польского по ложному обвинению в участии в инспирированном французской разведкой заговоре с целью убийства Кароля Сверчевского. Освобожден в 1954 году.
В 1960 году работал корреспондентом Польского агентства печати в Париже. В 1965—1968 годах — литературный руководитель киностудии Rytm. В 1965—1971 годах — главный редактор еженедельника Forum.
Вошел в созданную в конце 1970 года комиссию по выяснению обстоятельств смерти генерала Кароля Сверчевского под руководством Мариана Нашковского, отчет о деятельности которой по невыясненным причинам не был составлен или опубликован.
В 1969—1972 годах — депутат Сейма ПНР 5-го созыва от Польской объединённой рабочей партии.

### Смерть
20 августа 1971 во время поездки жены и дочери за рубеж Ян Герхард был зарезан в своей варшавской квартире. Преступление имело широкую огласку и вызвало слухи о том, что мотивом убийства была предполагаемая связь Герхарда с «Красной капеллой», месть со стороны УПА или другие политические причины.
12 мая 1972 года в результате совместного следствия милиции и Службы безопасности ПНР обвинение в убийстве с целью ограбления — наряду с двадцатью аналогичными случаями — было предъявлено жениху дочери Зигмунту Грабацкому и его знакомому Мариану Войтасику. На процессе в Варшавском воеводском суде Гарбацкий утверждал, что к преступлению его подтолкнуло несогласие Герхарда на его брак с дочерью, а Войтасик действовал из патриотических побуждений, считая Герхарда виновным в смерти генерала Сверчевского. 16 июня 1972 года оба обвиняемых были признаны виновными и приговорены к смертной казни, приговор был приведен в исполнение. Современные историки, а также Мечислав Раковский, бывший премьер-министр ПНР и друг убитого, также отрицают политический характер убийства.
Похоронен на Воинском кладбище в Повонзках, участок B2-tuje-11.

## Творчество
Наиболее известное произведение — автобиографический военный роман «Зарева в Бещадах» (пол. Łuny w Bieszczadach), по мотивам которого в 1961 году был снят художественный фильм «Сержант Калень». Занимался публицистикой, автор очерков на политические и исторические темы.

### Избранные публикации
- Łuny w Bieszczadach, Wydawnictwo Lubelskie, Lublin 1980 (wydanie XI)
- Autopamflet, Czytelnik, Warszawa 1971
- Berlin — 1945, Wydawnictwo MON, Warszawa 1970
- Wielkie intermezzo, Wydawnictwo MON, Warszawa 1970 (wydanie II)
- Żołnierze i dyplomaci, Wydawnictwo MON, Warszawa 1970 (wydanie II)
- Niecierpliwość, Wydawnictwo MON, Warszawa 1967 (wydanie III)
- Charles de Gaulle, tom I i II, Książka i Wiedza, Warszawa 1972
- Francuzi, Czytelnik, Warszawa 1965
- Czas Generała, Wydawnictwo MON, Warszawa 1965 (wydanie II)
- Grenadierzy, Wydawnictwo MON, Warszawa 1957
- Wojna i ja, Wydawnictwo MON, Warszawa 1958
- Zoolityka, Wydawnictwo MON, Warszawa 1965

## Некоторые награды

### Польша
- Орден «Крест Грюнвальда» III степени
- Офицерский крест Ордена Возрождения Польши
- Кавалерский крест Ордена Возрождения Польши
- Серебряный крест ордена Virtuti militari
- Золотой Крест Заслуги
- Крест Храбрых (дважды)
- Партизанский крест
- Медаль Победы и Свободы
- Государственная премия ПНР II степени (1966)

### Франция
- Военный крест
- Крест Бойца